# Клајнгефт
Клајнгефт (фр. Kleingoeft) насеље је и општина у Француској у региону Алзас, у департману Доња Рајна.
По подацима из 2006. године у општини је живело 133 становника, а густина насељености је износила 53 становника/km².

## Демографија
| 1962. | 1968. | 1975. | 1982. | 1990. | 2006. | 2011. | 2014. |
| ----- | ----- | ----- | ----- | ----- | ----- | ----- | ----- |
| 111   | 120   | 118   | 113   | 122   | 133   | 140   | 149   |